# War-metal
War-metal is een agressieve vorm van black metal die ontstond door grindcore-elementen te mixen met black metal. Voorvader van deze stijl is blasphemy. Andere bekende bands zijn Conqueror, Axis of Advance en Bestial Warlust.
War-metal heeft zijn naam te danken aan zijn agressieve thema's die voornamelijk over oorlog ('war' is Engels voor oorlog), genocide, geweld, strijd en aanverwante onderwerpen gaan.
Er woedt al lange tijd een discussie of war-metal wel een geldige stijl is in de metal. Niettemin door de vele andere stijlen die vaak niks of nauwelijks verschillen van elkaar, zoals blackened death metal. Voorstanders van war-metal zeggen echter dat bij war-metal wel objectief te bepalen is of iets war-metal is, in tegenstelling tot bijvoorbeeld NSBM waarbij voornamelijk de ideologie doorslaggevend is.
Voorbeelden van war-metalbands zijn: Archgoat, Axis of Advance, Beherit, Bestial Mockery, Bestial Warlust,
Blasphemy, Conqueror, Grave Desecrator, Perversor, Proclamation, Revenge en Sarcofago.